# Mike Keneally
Michael Joseph Keneally (20 de diciembre de 1961, Nueva York, Estados Unidos) es un multi-instrumentista y vocalista estadounidense. Ha participado en discos de Frank Zappa, Dweezil Zappa, Joe Satriani, Steve Vai y James LaBrie, entre otras colaboraciones de menor renombre. Actualmente se encuentra de gira junto al guitarrista Joe Satriani.

## Discografía

### Solista
- hat. - 1992
- Boil That Dust Speck - 1994
- The Tar Tapes Vol. 1 - 1997
- The Tar Tapes Vol. 2 - 1998
- Nonkertompf - 1999
- Nonkertalk - 1999
- Wooden Smoke - 2002
- Wooden Smoke Asleep - 2002
- Vai: Piano Reductions, Vol. 1 - 2004
- Wine and Pickles - 2008
- The Scambot Holiday Special - 2008
- Scambot 1 - 2009
- Songs and Stories Inspired By Scambot 1 - 2009
- Wing Beat Fantastic: Songs written by Mike Keneally & Andy Partridge - 2012
- Wing Beat Elastic: Remixes, Demos & Unheard Music - 2013
- You Must Be This Tall - 2013

### Con The Mike Keneally Band
- Dog - 2004
- Pup - 2004
- Guitar Therapy Live - 2006
- bakin' @ the potato! (CD/DVD) - 2011

### Con The Mistakes
- The Mistakes - 1995

### Con Marco Minnemann
- Evidence of Humanity - 2010
- Elements of a Manatee - 2010